# Linda Cristal

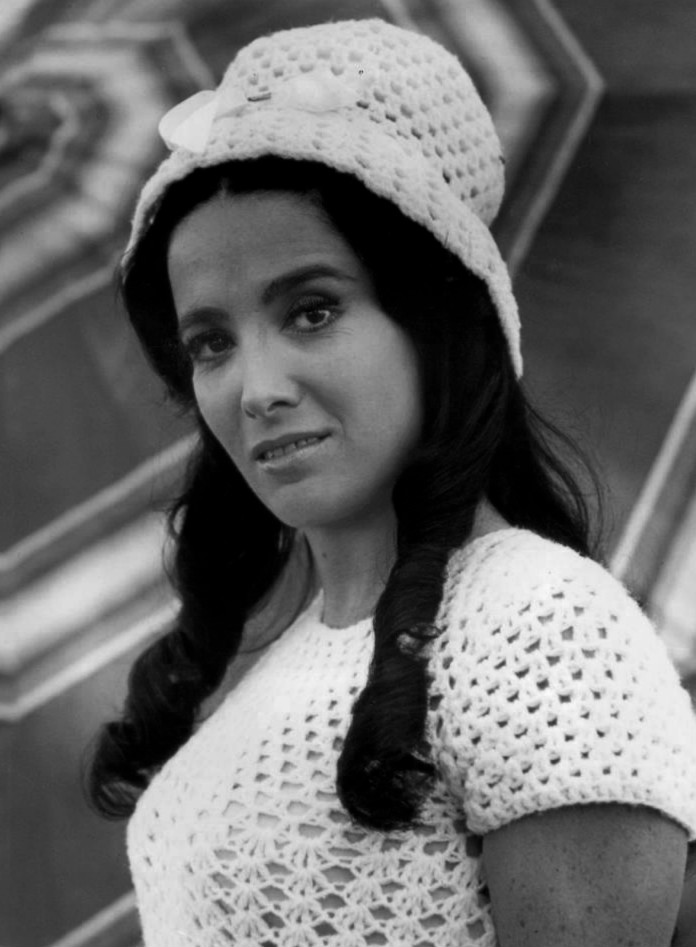
Linda Cristal år 1968.

Linda Cristal, egentligen Victoria Moya, född 23 februari 1931 i Buenos Aires, Argentina, död 27 juni 2020 i Beverly Hills i Los Angeles, var en argentinsk skådespelerska som medverkade i mexikanska, italienska och amerikanska filmer.
Cristal blev föräldralös vid 13 års ålder. 1951 gjorde hon filmdebut i Mexiko och från 1950-talet var hon verksam i Hollywood. Hennes mest kända roll är som Victoria Cannon, hustru till Big John Cannon, i TV-serien The High Chaparral åren 1967–1971.

## Filmer i urval
- Cuando levanta la Niebla (1951)
- Comanche (1956)
- Alamo (1960)
- Två red tillsammans (1961)
- Mr Majestyk (1974)